# Married Single Other
Married Single Other är en brittisk dramakomedi i sex delar som producerades av Left Bank Pictures och sändes på ITV 2010.
Serien hade svensk premiär på SVT i maj 2011.

## Handling
Married Single Other följer tre par i en förort till Leeds när deras respektive förhållanden genomgår stora förändringar.

## Rollista i urval
- Amanda Abbington - Babs
- Dean Lennox Kelly - Dickie
- Ralf Little - Clint
- Miranda Raison - Abbey
- Lucy Davis - Lillie
- Shaun Dooley - Eddie
- Leila Mimmack - Gina
- Jack Scanlon - Joe
- Oona Castilla Chaplin - Fabiana
- Gina Yashere - Flo